# العلاقات الإكوادورية البوتانية
العلاقات الإكوادورية البوتانية هي العلاقات الثنائية التي تجمع بين الإكوادور وبوتان.

## مقارنة بين البلدين
هذه مقارنة عامة ومرجعية للدولتين:
| وجه المقارنة                                              | الإكوادور                      | بوتان          |
| --------------------------------------------------------- | ------------------------------ | -------------- |
| المساحة (كم2)                                             | 283.56 ألف                     | 38.39 ألف      |
| عدد السكان (نسمة)                                         | 16.62 مليون                    | 807.61 ألف     |
| الكثافة السكانية (ن./كم²)                                 | 58.61                          | 21.04          |
| العاصمة                                                   | كيتو                           | تيمفو          |
| اللغة الرسمية                                             | اللغة الإسبانية، كيشوا ‏، شوار ‏ | لغة دزونكا     |
| العملة                                                    | دولار أمريكي، سوكري إكوادوري   | نغولترم بوتاني |
| الناتج المحلي الإجمالي (بليون دولار)                      | 103.06 مليار                   | 2.51 مليار     |
| الناتج المحلي الإجمالي (تعادل القوة الشرائية) بليون دولار | 185.24 مليار                   | 6.49 مليار     |
| الناتج المحلي الإجمالي الاسمي للفرد دولار أمريكي          | 6.21 ألف                       | 2.66 ألف       |
| الناتج المحلي الإجمالي للفرد دولار أمريكي                 | 11.37 ألف                      | 7.82 ألف       |
| مؤشر التنمية البشرية                                      | 0.746                          | 0.605          |
| رمز المكالمات الدولي                                      | +593                           | +975           |
| رمز الإنترنت                                              | .ec                            | .bt            |
| المنطقة الزمنية                                           | 00                             | ت ع م+06:00    |

## منظمات دولية مشتركة
يشترك البلدان في عضوية مجموعة من المنظمات الدولية، منها:
| علم المنظمة | اسم المنظمة                        | تاريخ انضمام الإكوادور | تاريخ انضمام بوتان |
| ----------- | ---------------------------------- | ---------------------- | ------------------ |
|             | مؤسسة التنمية الدولية              | 7 نوفمبر 1961          | 28 سبتمبر 1981     |
|             | يونسكو                             | 22 يناير 1947          | 13 أبريل 1982      |
|             | وكالة ضمان الاستثمار متعدد الأطراف | 12 أبريل 1988          | 21 أكتوبر 2014     |
|             | الأمم المتحدة                      | 21 ديسمبر 1945         | 21 سبتمبر 1971     |
|             | الاتحاد البريدي العالمي            | ?                      | ?                  |
|             | البنك الدولي للإنشاء والتعمير      | 28 ديسمبر 1945         | 28 سبتمبر 1981     |
|             | الاتحاد الدولي للاتصالات           | 17 أبريل 1920          | 15 سبتمبر 1988     |
|             | منظمة حظر الأسلحة الكيميائية       | ?                      | ?                  |
|             | مؤسسة التمويل الدولية              | 20 يوليو 1956          | 1 ديسمبر 2003      |
|             | منظمة الشرطة الجنائية الدولية      | ?                      | ?                  |

## وصلات خارجية
- موقع وزارة الخارجية الإكوادورية
- موقع وزارة الخارجية البوتانية